# Contratenor
Nella prima polifonia medievale, il contratenor era una parte aggiunta al tenor, derivando il suo significato dal latino contra. Intorno alla metà del Quattrocento, con la diffusione della scrittura polifonica a quattro voci, il contratenor si trovava più in alto (contratenor altus), o più in basso (contratenor bassus) rispetto al tenor, ma comunque più basso rispetto al discantus. L'odierno contralto, così come il basso, derivano l'etimologia del termine da questa antica pratica.
Il termine controtenore, comunemente usato al giorno d'oggi per indicare gli esecutori di sesso maschile che cantino nel registro di contralto, e che perciò sono più propriamente contraltisti, è una traduzione dell'inglese; in Inghilterra infatti si usa modernamente denominare countertenor (traducendo il latino contra in counter) il contralto uomo, in seguito alla diffusione degli esecutori britannici di cui Alfred Deller fu l'esponente di spicco, imponendosi come modello a livello internazionale dalla seconda metà del XX secolo.